# Vindelälven
Vindelälven er et 453 km langt flodsystem i den sydlige del af landskaperne Lappland og Västerbotten (Västerbottens län) med et afvandingsområde på 12.650 km². Vindelälven er en biflod til Umeälven og er omtrent lige så vandrig som denne ved sammenløbet. Vindelälven er Sveriges største biflod. Middelvandføringen ved udmundingen er 190 m3/s. 
Vindelälven starter nær grænsen til Norge i den sydlige del af Arjeplogs kommun, og løber mod sydøst gennem hele Sorsele kommun, inklusiv søen Storvindeln, passerer gennem Vindelns kommun og en lille del af Umeå kommun, og ender i Vännäs kommun hvor den munder ud i Umeälven øst for Vännäsby, 25 km fra Den Botniske Bugt. På sin vej passerer den Ammarnäs, Sorsele, Rusksele, Åmsele og Vindeln. Vindelälvens største biflod er Laisälven.
Vindelälven er en af Sveriges fire store uregulerede bjergfloder. Dens vandmængde under forårstøbruddet kan derfor være betydelig større end i den regulerede Umeälven.
I 1993 blev Vindelälven udpeget som en national flod af Sveriges riksdag, sammen med Torne älv, Kalixälven og Piteälven.